# Рейхсміністр
Райхсміністр (нім. Reichsminister — імперський міністр) — член уряду і голова міністерства у Німеччині різних часів.
Вперше термін «рейхсміністр» німецького уряду з'явився у Тимчасовій центральній владі (нім. Provisorische Zentralgewalt) у Німецькому союзі в 1849 році.
У кайзерівській Німеччині з 1871 по 1918 роки був відсутній колегіальний виконавчий орган, що складався з міністрів, виконавчу владу реалізовував рейхсканцлер з кількома державними секретарями.
У Веймарській республіці в 1919–1933 роки рейхсміністр разом з рейхсканцлером входили до складу колегіального уряду, призначуваного рейхспрезидентом за пропозицією рейхсканцлера при наявності довіри з боку рейхстагу.
У Третьому Рейху в 1933–1945 роках рейхсміністри з 1934 року призначалися особисто фюрером і рейхсканцлером Адольфом Гітлером і підпорядковувалися тільки йому (принцип фюрера).